# كيفن تشافيز
كيفن تشافيز (بالإسبانية: Kevin Chávez؛ بالإنجليزية: Kevin Chávez) هو غطاس مكسيكي وأسترالي، ولد في 9 يوليو 1991 في مدينة مكسيكو في المكسيك.

## وصلات خارجية
- كيفن تشافيز على موقع الاتحاد الدولي للسباحة (الإنجليزية)
- كيفن تشافيز على موقع قاعدة بيانات الغوص IAT (الألمانية)
- كيفن تشافيز على موقع اللجنة الأولمبية الدولية (الإنجليزية)
- كيفن تشافيز على موقع أوليمبيديا (الإنجليزية)
- كيفن تشافيز على موقع اللجنة الأولمبية الأسترالية (الإنجليزية)